# フリードリヒ・アルベルト・ランゲ
フリードリヒ・アルベルト・ランゲ（Friedrich Albert Lange, 1828年9月28日 - 1875年11月21日）は、ドイツの哲学者、思想史家。

## 生涯
改革派神学者のヨハン・ペーター・ランゲ (Johann Peter Lange) の子としてゾーリンゲン近郊のヴァルトに出生。ゾーリンゲンやデュースブルクで育つが、12歳の時に父がチューリッヒ大学へ教授として招かれたため、家族でスイスに移住。自らも1848年からチューリッヒ大学で学び、ついで言語学の講義を受けるためにボン大学に移った。博士の学位を取得。
卒業後は、ケルンの古典文法学校の副校長となる。1855年に哲学の員外教授としてボン大学に戻り、教育の歴史・16世紀の諸学派・心理学・道徳統計学について講義した。1857年の夏には唯物論史について講義をし、その成果は1866年に発刊された主著『唯物論史』(Geschichte des Materialismus) に結実した。同じころ、自然科学を研究し、ヘルマン・フォン・ヘルムホルツの生理学の講義に出席し、『論理学大系』『哲学史』の著者であるフリードリヒ・ユーベルヴェーク (Friedrich Ueberweg) と親交を持った。
1858年からデュースブルクの高等学校で校長を務めたが、1861年に辞職してデュースブルク商業会議所の秘書となり、財政的手腕を発揮した。1862年から1866年まで日刊新聞『ライン・ウント・ルーアツァイトゥング』(Rhein- und Ruhrzeitung) の編集者として自由主義の主張を広め、当時の反動的な政府と対決し始める。民衆に知識を普及させるべく努め、ライン地方とヴェストファーレン地方の労働者の利益を擁護するために自身で新聞を発行した。
1866年11月、学生時代の友人が所有している民主主義的な新聞『デア・ラントボーテ』(Der Landbote) を手伝うためにヴィンタートゥールへ移る。1870年から哲学の教授としてチューリッヒ大学に招聘されたために移住。1872年からはマールブルク大学へと移り、論理学・心理学・近代教育史・投票論・シラーの哲学詩などについて講義をした。晩年の2年間は進行する病気と闘いながらの著述活動であった。1875年、マールブルクにて没。

## 著作
- Die Leibesübungen (1863)
- Die Arbeiterfrage (1865, 5th ed. 1894)
- John Stuart Mills Ansichten über die soziale Frage (1866)
- Logische Studien（1877）